# Perplexisaurus
Perplexisaurus es un género de terápsido terocéfalo de mediados a finales del Pérmico de Rusia. Fue descripto por L. P. Tatarinov en 1997, y el tipo es P. foveatus. Una especie nueva, P. lepusculus, fue descripta por M.F. Ivachnenko en el 2011, de Rusia.